# Villars-sous-Yens
Villars-sous-Yens − miejscowość i gmina (commune) w zachodniej Szwajcarii, w kantonie Vaud, w okręgu (district) Morges. Leży nad rzeką Boiron de Morges. 

## Demografia
W Villars-sous-Yens mieszka 615 osób. W 2021 roku 19,2% populacji gminy stanowiły osoby urodzone poza Szwajcarią.